# Poul Hansen (arkitekt)

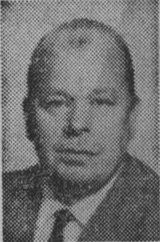
Poul Hansen

Poul Ludvig Hansen, född 19 augusti 1913 i Danmark, död 18 april 1995 i Malmö, var en dansk-svensk arkitekt.
Hansen, som var son till byggmästare Edvard Hansen och Marie Sørensen, utexaminerades från Kunstakademiets Arkitektskole i Köpenhamn 1945. Han blev arkitekt hos stadsarkitekt Werner Gjerming i Arvika stad 1945, hos arkitekt Per Rundberg i Stockholm 1946, hos stadsarkitekt Lars Arborelius i Arboga stad 1948, på Tage Møllers arkitektbyrå i Malmö 1950 och var delägare i denna från 1962. Poul Hansen är begravd på Arvika kyrkogård.